# Testico
Testico (ligur nyelven Testego vagy U Testegu) település Olaszországban, Liguria régióban, Savona megyében. Lakosainak száma 182 fő (2023. január 1.). Testico Casanova Lerrone, Cesio, Chiusanico és Stellanello községekkel határos.

## Népesség
A település lakossága az elmúlt években az alábbi módon változott:
| Lakosok száma | 198  | 198  | 182  |
|               | 2017 | 2018 | 2023 |